# 4387 Tanaka
4387 Tanaka (4829 T-2) là một tiểu hành tinh vành đai chính được phát hiện ngày 19 tháng 9 năm 1973 bởi Cornelis Johannes van Houten, Ingrid van Houten-Groeneveld và Tom Gehrels ở Đài thiên văn Palomar. Nó được đặt theo tên Japanese astrophysicist Yasuo Tanaka.